# Keljo (Jyväskylä)
Keljo est un  district de Jyväskylä en Finlande.

## Description
Le district de Keljo comprend les quartiers suivants: Keljo, Keljonkangas, Sääksvuori et Etelä-Keljo.
En 2015, Keljo compte 6 213 habitants pour une superficie de 19,8 km2.